# Сєверний (Великоустюзький район)
Сє́верний (рос. Северный) — селище у складі Великоустюзького району Вологодської області, Росія. Входить до складу Зарічного сільського поселення.

## Населення
Населення — 297 осіб (2010; 464 у 2002).
Національний склад (станом на 2002 рік):
- росіяни — 98 %